# Ptilinus
Ptilinus is een geslacht van kevers uit de familie van de klopkevers (Anobiidae).

## Soorten
- Ptilinus acuminatus Casey, 1898
- Ptilinus basalis LeConte, 1858
- Ptilinus cylindripennis Wollaston, 1854
- Ptilinus flavipennis Casey, 1898
- Ptilinus fuscus (Geoffroy in Fourcroy, 1785)
- Ptilinus lepidus Wollaston, 1864
- Ptilinus lobatus Casey, 1898
- Ptilinus longicornis Toskina, 1995
- Ptilinus pectinicornis (Linnaeus, 1758)
- Ptilinus pruinosus Casey, 1898
- Ptilinus ramicornis Casey, 1898
- Ptilinus ruficornis Say, 1823
- Ptilinus thoracicus (Randall, 1838)